# Bu Kajs
Bu Kajs (arab. بوكايس, fr. Boukaïs) – miasto w zachodniej Algierii, w prowincji Baszszar.